# (73785) 1994 WJ1
(73785) 1994 WJ1 – planetoida z pasa głównego asteroid okrążająca Słońce w ciągu 4,23 lat w średniej odległości 2,62 j.a. Odkryta 27 listopada 1994 roku.